# Juvenal Sansó Garrit
Juvenal Sansó Garrit (Reus, 23 de novembre de 1929 - 28 de març de 2025) va ser un pintor català resident a Manila.
Quan tenia cinc anys la seva família s'exilià a les Filipines i instal·là a Manila una fàbrica de mobles. Allà començà la seva formació com a pintor, que després continuà a Europa. Va fer els primers estudis de pintura a l'Escola Nacional Superior de Belles Arts de les Filipines, a Manila, estudis que continuà a l'Academia di Bella Arti de Roma i a l'École Nationale Supérieure des Beaux-Arts de París, on, anys més tard, establí la seva residència i on va fer la seva primera exposició. Els seus paisatges tenen una base realista i formen part d'un univers màgic. Expliquen el fet de ser i no ser de dues cultures, i l'exotisme i la normalitat, la nostàlgia i l'optimisme d'un paradís retrobat. La majoria dels quadres són pintats amb aquarel·les o amb acrílic, d'estil dinàmic, de línies fermes i de cromatisme intens. Ha exposat a múltiples sales i museus de les Filipines, França, Itàlia, Estats Units d'Amèrica, Anglaterra i Mèxic. Va rebre el primer premi de pintura a l'oli i d'aquarel·la de l'Associació d'Art de les Filipines el 1950 i el 1951, i la seva obra «Leuers» va ser nominada Print of the Year pel Cleveland Museum (1964). Va exposar també a Madrid, Barcelona i Reus. Les seves exposicions acostumen a necessitar un muntatge especial per la gran quantitat d'obra que presentava. L'escriptor filipí Alejandro Roces li va escriure una biografia. A més de català i castellà parlava anglès i tagal. Visitava Reus de tant en tant on veia els familiars que encara tenia a la ciutat. Residia a Manila, on un carrer porta el seu nom. Juvenal Sansó va crear a San Juan, a les Filipines, una Fundació que porta el seu nom i que recull molta de la seva obra. L'Ajuntament de Reus li va atorgar el 2009 una Menció Honorífica Municipal en reconeixement de la seva trajectòria personal com a pintor i per haver estat mereixedor de distincions com la Creu d'Isabel la Catòlica i la Medalla del Mèrit de les Filipines.